# ぼくドラえもん
「ぼくドラえもん」は、テレビ朝日系アニメ『ドラえもん』のテーマ曲である。
1979年8月発売の大山のぶ代、こおろぎ'73の両A面シングル(EP)『ドラえもん音頭/ぼくドラえもん』に収録され発売された。
アレンジ版の『ぼくドラえもん2112』は、1995年3月1日に『2112年 ドラえもん誕生』のテーマソングとしてシングル発売された後、同年6月21日発売の山野さと子のシングルCD『ドラえもんのうた』のカップリングに収録され発売された。

## バリエーション
ぼくドラえもん
- 作詞 - 藤子不二雄
- 作曲・編曲 - 菊池俊輔
- うた - 大山のぶ代、こおろぎ'73

1979年から1981年に放映されていた『ドラえもん』の10分番組（もともとは関東ローカル）のオープニング主題歌として、スタート半年後の1979年10月1日から1981年9月26日まで使用された。ただし、1980年から数年間続いた『ドラえもん』正月特番では、オープニング主題歌は「ドラえもんのうた」でなくこちらが採用されたため、放映エリア全域で聴けた。
劇場版では、長編第1作『ドラえもん のび太の恐竜』（1980年）と第2作『ドラえもん のび太の宇宙開拓史』（1981年）でオープニング主題歌として使用されたほか、第3作『ドラえもん のび太の大魔境』の予告でも使用されていた。また、第5作『ドラえもん のび太の魔界大冒険』では、劇中でジャイアンが「おれはジャイアンさまだ」と並行して歌っている。それ以外では、中編映画『ドラえもん ぼく、桃太郎のなんなのさ』（1981年）において予告とオープニングで使用されている。
バラエティ番組『パオパオチャンネル（月曜日）』の再放送版にも使用されていたが、冒頭部分に若干編集が加えられていた。
ぼくドラえもん2112
- 作詞 - 藤子・F・不二雄
- 作曲・編曲 - 菊池俊輔
- うた - 大山のぶ代、こおろぎ'73

1995年の劇場版併映作品『2112年 ドラえもん誕生』のエンディング主題歌としてアレンジされたバージョン。伴奏は新たに編曲・演奏されたものだが、ボーカルとコーラスはオリジナル版音源からの流用であり、完全な新録音ではない。ただし、編集によってラスサビが加えられている。伴奏はオリジナルから一新したアレンジとなっており、ドラムによるリズムセクションが強く出たものとなっている。
テレビアニメでも上記映画の約1ヶ月後の1995年4月14日から2002年9月20日までエンディング主題歌として使用された。第1期シリーズでは最も長く使われたエンディング曲である。
本編劇場版では『ドラえもん のび太と銀河超特急』（1996年）での中生代の星の場面と、『ドラえもん のび太のねじ巻き都市冒険記』（1997年）でのねじ巻き星の森を探検する場面で、挿入歌として流れている。
ぼくドラえもん 40th
- 作詞 - 藤子・F・不二雄
- 作曲 - 菊池俊輔
- 編曲 - ha-j
- うた - 水田わさび

アニメ放送40周年を記念し、第2期でドラえもんを演じる水田わさびがカバーしたバージョン。2019年5月10日放送分のエンディング主題歌として初めて放送された。「ぼくドラえもん2112」以来、約17年ぶりの主題歌としての使用であり、2005年のリニューアル後としては初となる。
「2112」のラスサビと同じように曲の締めの歌詞が繰り返されるが、繰り返す範囲は若干異なる。伴奏はオリジナル版のものをベースとしつつ、イントロ・間奏部分に第1期でかつて使用されていたBGM・効果音のフレーズをいくつか交えたものとなっている。

## カバー
- 大和田りつこ、ピーカブー - CBS・ソニー（ソニー・ミュージックレコーズ）版カバー。編曲：淡海悟郎。『主題歌ヒットソング大行進'81』（20AH-1329、1981年）などに収録。
- ジ・アニメルズ - シングル『アニメドレー 臨時増刊号』（1983年）。メドレー曲「ときめきアニメ コレクション1983」の1曲としてカバー。
- 東京プリン - 曲名は「ぼくドラえもん2112」（2002年）。シングル「ドラえもんのうた」のカップリングに収録。
- カバーソング・ドールズ - アルバム『COVER SONG DOLLS 3 -カバドル・アニソン-』（2008年）。
- Coro I Nostri Figli di Nora Orlandi（ノラ・オルランディ（イタリア語版）児童合唱団） - 曲名は「La canzone di Doraemon（ドラえもんの歌）」。イタリア放映版『ドラえもん』のエンディング主題歌として使用された。シングル「it:Il gatto Doraemon/La canzone di Doraemon」に収録。
- ビリーバンバン - シングル「ココロありがとう」のカップリングに収録（2022年）。

## 発車メロディとしての使用
本曲はかつて、神奈川県川崎市にある東日本旅客鉄道（JR東日本）南武線登戸駅の1番線において発車メロディとして使用されていた。これは同駅に近い藤子・F・不二雄ミュージアムの開館5周年を記念して2016年9月3日に導入されたもので、同線のワンマン運転が開始される前日の2025年3月14日まで使用された。編曲は塩塚博が手掛けた。